# 特勒德拉火山
特勒德拉火山位于冰岛中部欧道扎熔岩地区，是冰岛最大的一座盾状火山，海拔1468米，相对高度600米。椭圆形火山口长约1200至1500米，宽500米，深约100米。